# Leeds, Alabama
Leeds je grad u američkoj saveznoj državi Alabami, nalazi se u tri okruga Jefferson, St. Clair i Shelby. 

## Povijest
Leeds je dobio ime po istoimenome gradu Leedsu u Engleskoj, grad je osnovan 27. travanj 1887. godine. 

## Gospodarstvo
Za razvoj grada važna su tri faktora blizina velikoga grada Birminghama, početka proizvodnje željezne rude (željeznice iz Birminghama u Atlantu) i izgradnja tvornice za proizvodnju standardnog portland cementa 1906. godine.
Leeds također ima koristi od nedavnog otvorenog moto muzeja, trkališta i trgovine ribolovnih rekvizita koja je otvorena u studenom 2008. godine, ove djelatnosti bi trebale postati magnet za posjetitelje te samim time omogućiti daljni razvoj grada.

## Demografija
Po popisu stanovništva iz 2000. godine u grad je živjelo 10.455 stanovnika 	
u 4.301 kućanstva s 2.989 obitelji s prebivalištem u gradu, dok je prosječna gustoća naseljenosti 179 stan./km2.
Prema rasnoj podjeli u naselju živi najviše bijelaca 81,98%, a afroamerikanaca ima 15,91%.
Godine 2009. broj stanovnika popeo se na 11.474, od toga 5.496 ili 47.9% muškaraca i 5.978 ili (52.1%) žena

## Poznate osobe
- Charles Barkley  američki profesinalni košarkaš.

## Vanjske poveznice
- Službena stranica grada  Arhivirana inačica izvorne stranice od 29. studenoga 2012. (Wayback Machine)